# Nació Iipay de Santa Ysabel
La nació Iipay de Santa Ysabel és una tribu reconeguda federalment d'amerindis dels Estats Units kumeyaays, també coneguts com a indis de missió.

## Reserva
La reserva Santa Ysabel (33° 10′ 16″ N, 116° 45′ 07″ O / 33.17111°N,116.75194°O) és una reserva índia federal situada al nord-est del comtat de San Diego, Califòrnia, vora les viles muntanyenques de Santa Ysabel i Julian. La reserva fou fundada en 1893 i té una superfície de 15.526,78 acres o 62,83 km². 110 persones dels 300 membres registrats vivien a la reserva en la dècada de 1970.

## Govern
La banda Santa Ysabel té la seu a Santa Ysabel. Són governats per un consell tribal elegit democràticament. Virgil Perez és el cap tribal actual.

## Desenvolupament econòmic
La tribu és propietària i gestora del Santa Ysabel Resort and Casino i del Restaurant Orchard i del Seven Oaks Bar and Grill, situats a Santa Ysabel.

## Activitats
A mitjans de novembre de cada any, la tribu celebra una diada d'Assistència Santa Ysabel.